# ملعب توماس أدولفو ديكو
ملعب توماس أدولفو ديكو (بالإنجليزية: Estadio Tomás Adolfo Ducó)‏ هو ملعب كرة قدم يقع في بوينس آيرس، الأرجنتين، يتسع لـ 48,314 متفرج. هو الملعب الرسمي لفريق هوراكان.

## التاريخ
تم وضع حجر الأساس للملعب في 26 أكتوبر 1941. بدأ بنائه في 26 أكتوبر 1941 وافتتح في 11 سبتمبر 1949.